# Chris Steele

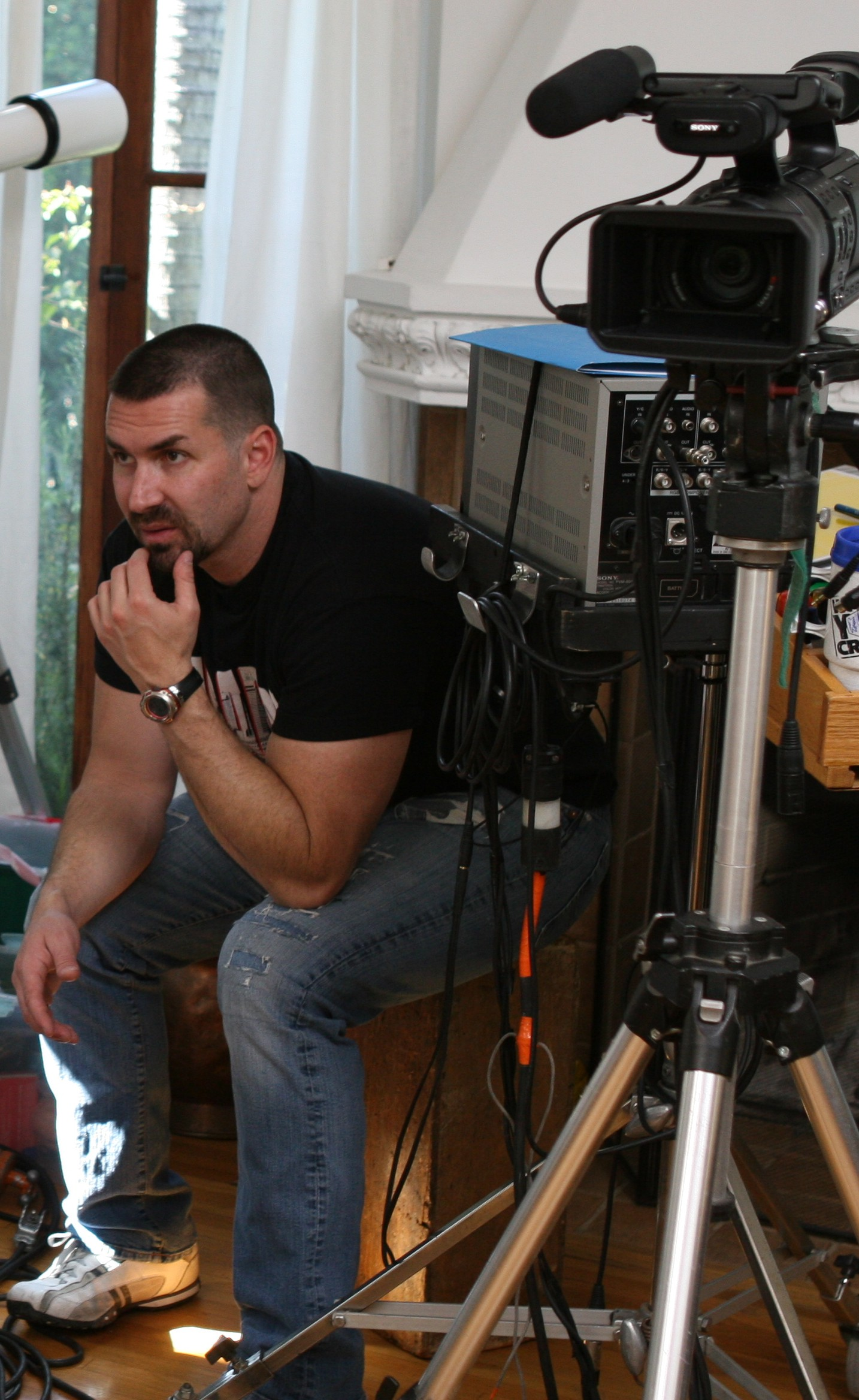
Chris Steele, 2008

Chris Steele (Pseudonym), (* 17. Mai 1966 in Fort Worth, Texas) ist ein US-amerikanischer Filmregisseur, Drehbuchautor, Filmproduzent und Pornodarsteller.

## Leben
Steele wuchs in Dallas, Texas auf, wo er zur Schule ging. Nach seiner Schulzeit an der MacArthur High School in Irving, Texas, begann er 1992 in Dallas als Barkeeper in einer Cocktailbar Michael’s Piano Bar am Cedar Springs in Dallas zu arbeiten. Bereits nach wenigen Wochen wurde er Clubmanager für das Unternehmen, dem neben Michael’s Piano Bar auch das Big Daddy’s und The Blue Parrot gehörten. Nachdem er zusätzlich die Bars Numbers, Michael’s Box Boys, The NEW Big Daddy’s und The Anchor Inn eröffnet hatte, wechselte er in die ebenfalls in Dallas ansässige The Brick Bar. Im Juni 1994 eröffnete Steele für den Inhaber der Brick Bar die schwule Bar Mobby Dick an der Springs Road in Dallas und managte beide Geschäfte, bis er in die Pornoindustrie wechselte.
1998 zog Steele nach Kalifornien und begann für das US-amerikanische Unternehmen Studio 2000 zu arbeiten. Als Pornodarsteller war er in den folgenden Jahren in Pornofilmen von Falcon Studios, Titan Media, Mustang Video, Raging Stallion, All Worlds Video, Massive Studios und Rascal Video tätig. Im Frühjahr 1999 eröffnete er zusätzlich zu seiner Arbeit als Pornodarsteller den von ihm selbst betriebenen schwulen Nachtclub namens The Fraternity House in Dallas.
Ab 2001 begann Steele zudem, Drehbücher für Pornofilme zu schreiben und hat mittlerweile mehr als 50 Drehbücher für schwule Pornofilme geschrieben. 2003 erhielt er gemeinsam mit dem Pornodarsteller Michael Soldier den GayVN Awards für die Best Sex Scene in dem Pornofilm Cops Gone Bad. 2009 wurde er in die Hall of Fame der GayVN Awards aufgenommen. 2004 beendete er seine Tätigkeit als Pornodarsteller und arbeitet anschließend als Leiter für Produktion und Schnitt für das Unternehmen Falcon Studios. Gegenwärtig ist er Partner für das Unternehmen Jet Set Men aus Los Angeles, wo er für Casting, Produktion und Marketing verantwortlich ist.

## Filmografie (Auswahl)

### Als Pornodarsteller
- Uncle Jack (1998) – Studio 2000
- Cadet (1999) – Studio 2000
- Czech Point (1999) – Studio 2000
- Night Riders (1999) – Studio 2000
- Steele Ranger (1999) – Rascal Video
- Trust Me (1999) – Studio 2000
- Glory Holes of Chicago (2000) – Oh Man! Studios
- Heat (2000) – Titan Men
- Polish Steele (2000) – Pink Video
- Seven Deadly Sins: Pride (2000) – All Worlds Video
- Sex Pack 4: Porn Noir (2000) – Raging Stallion Studios
- Shock (2000) – Mustang
- Cops Gone Bad (2001) – Raging Stallion Studios
- Lumberjacked (2001) – Mustang
- The Coach (2001) – Pacific Sun
- Aftershock: Part 2 (2002) – Mustang
- Deep South: Part 1 & 2 (2002) – Falcon Studios
- Hard Mechanics (2003) – Massive Studios
- Rear Factor (2003) – All Worlds Video
- Trucker (2003) – Massive Studios
- In Bed With (2004, Drehbuch und Darsteller) – Channel 1 Releasing
- Seven Deadly Sins: Redemption (2004) – All Worlds Video

### Als Regisseur
- Taking Flight: Part 1 & 2 (2004, Drehbuch und Regie) – Falcon Studios
- Cross Country: Part 1 & 2 (2005) – Falcon Studios
- Flex (2005, Drehbuch und Regie) – Jocks
- From Top To Bottom (2006, Drehbuch und Regie) – Falcon Studios
- Big Dick Club (2006) – Falcon Studios
- Spokes III (2006) – Falcon Studios
- Cock Tease (2007, Drehbuch und Regie) – Jet Set Men
- Just Add Water (2007, Drehbuch und Regie) – Jet Set Men
- On Fire! (2007, Drehbuch und Regie) – Jet Set Men
- Hot Cops: Most Wanted (Drehbuch und Regie) – Centaur Films
- The Farmer's Son (2007) – Falcon Studios
- Riding Hard (2007) – Falcon Studios
- Dripping Wet (2007) – Falcon Studios
- The Velvet Mafia: Part 1 & 2 (2007) – Falcon Studios
- Slide (2008) – Jet Set Men
- Jock Tease (2008, Drehbuch und Regie) – Jet Set Men
- Hung Country for Young Men (2008) – Jet Set Men
- Ass Crusin' with Aaron James (2008, Drehbuch und Regie) – Jet Set Men
- Big Dick Society (2008) – Jet Set Men

### Als Drehbuchautor
- Proven Straight
- Hard Mechanics 3
- 2 for the Taking
- Dorm Days
- Born 2 B Bad
- Bolt
- Kept
- Through The Woods
- Getting It Straight
- When in Rome
- Tommy's Tale
- Living on the Rim
- Quarterback Sack
- Take One for the Team
- Addiction: Part 1 & 2
- A Man's Tail
- Detention: Director's Cut
- Sins of the Father
- Detention
- Below the Rim
- Playing with Fire 3
- Crack Snackers
- Wolfe Pack
- Head Games
- Zoot Suit
- 2nd Gear
- Colton
- Deception Part 1 & 2
- Splash Shots III
- Finish Me Off
- The Seven Deadly Sins: Greed
- Andel in America
- Mile Bi Club
- Conquered